# 遺伝子発現
遺伝子発現（いでんしはつげん）とは、単に発現ともいい、遺伝子の情報が細胞における構造および機能に変換される過程をいう。具体的には、普通は遺伝情報に基づいてタンパク質が合成されることを指すが、RNAとして機能する遺伝子（ノンコーディングRNA）に関してはRNAの合成が発現ということになる。また発現される量（発現量）のことを発現ということもある。　

## 真正細菌での遺伝子発現
遺伝子の発現に関する多くの知見は真核生物ではなく真正細菌である大腸菌をモデル生物とした実験から得られてきた。大腸菌の遺伝子発現は基本的に以下のステップに分けられる。
1. 転写
2. 翻訳
3. 遺伝子制御（発現の調節）

調節段階は再び別の遺伝子発現に影響を及ぼしたり、あるいは周囲の栄養条件などによっても調節を受ける。真正細菌の遺伝子発現様式は真核生物とは異なるところが多いものの、一般的な遺伝子発現として理解できる。

### 真正細菌の転写
転写とは、ゲノムDNAにコードされる遺伝子本体およびその周辺領域がRNAポリメラーゼによって相補的なRNA鎖 (mRNA) に合成される過程である。必要な材料としては、
- DNA依存性RNAポリメラーゼ（以降RNAポリメラーゼ）
- ゲノムDNA
- リボヌクレオチド

が基本的な要素である。ポリメラーゼの反応などにはマグネシウムなどを要求する場合があるが、ここでは割愛する。ここで、真核生物と異なるところは、RNAポリメラーゼの構造である。大腸菌のRNAポリメラーゼは5個のサブユニットから構成されており、サブユニット名からα2ββ’σ構造（αサブユニット：2個、β：1個、β'：1個、σ：2個）を取っている。
これらのサブユニットの役割は以下のようになっている。
- αサブユニット：プロモーター配列（後述）への結合
- βサブユニット：RNA合成開始前にリボヌクレオチドを先駆的に結合させる
- β’サブユニット：DNA配列への結合
- σサブユニット：プロモーター配列の認識

αは無作為にプロモーター配列に結合するが、σサブユニットはその配列を認識して、発現に適当な遺伝子であるかどうか判断する。βおよびβ'はそれぞれが共役してRNAポリメラーゼ活性を発揮する。σサブユニットはプロモーター配列認識の際に必要であり、転写が始まるとRNAポリメラーゼから離れていく。RNAポリメラーゼに含まれるか否かで名称が異なっており、以下の名前で示される。
- ホロ酵素：α2ββ’σ構造、ゲノムDNAのプロモーター配列認識の際に構成される形状
- コア酵素：α2ββ’構造、転写の最中、および細胞内を遊離している状態の形状

σサブユニットの脱着は、転写反応に深く関係する。
転写反応は以下の段階に分類される。
- 開始
- 伸長（延長）
- 終結

これらの反応の詳細については、転写の項で述べる。

### 真正細菌の翻訳
翻訳とは転写されたmRNAのコドン（遺伝暗号）にしたがって、リボソームにてアミノ酸がペプチド結合によってポリマー（タンパク質）になっていく過程である。翻訳に必要な材料は、
- mRNA
- アミノアシルtRNA（20種類のアミノ酸に対応）
- リボソーム

である。この中で、特に真核生物と異なる点はリボソームのサイズであり、真正細菌及び古細菌では70S（Svedberg単位）、真核生物では80Sとなっている。小サブユニット、大サブユニットに含まれるrRNAの長さも異なっている（詳細はリボソームを参照）。
翻訳過程は以下の段階に分類される。
- 開始
- 伸長
- 終結

これらの反応の詳細については翻訳の項で述べる。

### 真正細菌の遺伝子発現調節
真正細菌における遺伝子の発現調節はジャコブとモノーの研究論文を基礎として理解することができる。発現調節にはオペロンと言う、いくつかの遺伝子が短い間隔を置いて、ゲノム中に並んでいる構造体が深く関与しているが、その発端となった大腸菌のラクトース（乳糖）の代謝について説明する。

#### ラクトースオペロン
真正細菌及び古細菌では、機能の関連した遺伝子が染色体上で隣接して存在し遺伝子クラスター（gene cluster）を形成している。この遺伝子クラスターのうち、単一のプロモーターで転写される単位をオペロン（operon）という。その代表的なものが、ラクトース（lac）オペロンである。ラクトースは大腸菌の細胞表層から細胞内へ輸送され、その後グルコースとガラクトースに分解される。細胞内への輸送はラクトースパーミアーゼ、グルコースとガラクトースへの分解はβ-ガラクトシダーゼが関与している。この2種類の酵素が同時に働くことによって、大腸菌はラクトース代謝が可能となる。ラクトースオペロン上には、β-ガラクトシドトランスアセチラーゼをコードする遺伝子も存在するが、この酵素はラクトースの資化には直接関係なく、その役割は不明である。
β-ガラクトシダーゼ、 β-ガラクトシドトランスアセチラーゼ、ラクトースパーミアーゼはそれぞれ、lacZ、lacA、lacY'という遺伝子によってコードされているが、これらの遺伝子は極めて近接している。ジャコブとモノーはこれらの遺伝子が以下のように配列していることを同定した。
- プロモーター(P)-lacZ-lacY'-lacA-ターミネーター(T)

これらの遺伝子群は構造遺伝子と呼ばれており、実際に反応に機能しているタンパク質をコードしている。これらの遺伝子が転写されると、翻訳も同時に進行し、必要なタンパク質全てが発現する。更に、lacZの上流にlacIと言う遺伝子が発見された。この遺伝子は独自のプロモーターおよびターミネーターを持っており、ラクトースの代謝に直接関与するタンパク質をコードしていなかった。
lacIの機能は構造遺伝子の転写を調節しており、ラクトースリプレッサーと呼ばれるタンパク質をコードしている。ラクトースの非存在下でこのタンパク質が発現している間は、構造遺伝子の転写は行なわれない。ラクトースリプレッサーは構造遺伝子のプロモーター配列の近傍に存在するオペレーター配列に結合することによって、RNAポリメラーゼの結合を回避させている。
逆にラクトースが存在している場合、ラクトースリプレッサーにラクトースが結合し、ラクトースリプレッサーはコンフォメーション変化を起こしてオペレーター配列に結合できなくなる。その時に初めてRNAポリメラーゼが構造遺伝子のプロモーターに結合し、転写が開始される。この反応によってラクトースが消費しつくされると、ラクトースリプレッサーがはたらき転写が抑制される。こうした調節因子（今回はlacI）の働きを変える因子（今回はラクトース）の事をインデューサーという。
詳しくはラクトースオペロンを参照。遺伝子の制御に関わる、他の因子としては転写、翻訳の速度やmRNAの回転率などがある。遺伝子の発現に関わる全ての因子がその制御に関わるといってよい。

### 真正細菌遺伝子発現の実際
以上、真正細菌、特に大腸菌の遺伝子発現までが筆記してあるが、転写、翻訳はほとんど同時に起こっていると考えてよい。真正細菌は核膜を持たず、遺伝子転写の場と、翻訳の場が真核生物のように分けられるということは無い。
大腸菌のゲノムDNAから転写が行なわれているmRNAは、伸長中に5'側の塩基がリボソームで翻訳されていっている。真正細菌のmRNAは一切修飾を受け無いために、リボソームから合成されたポリペプチドはゲノムDNAの遺伝子の配列そのままのアミノ酸配列を持っている。
このRNAポリメラーゼとリボソームの共役した反応こそが、真正細菌における遺伝子発現の実際といってよい。教科書などに掲載されている、遺伝暗号表は大腸菌を基準としたものであり（正確には、大腸菌の無細胞発現系を用いている）、他の生物や異なる遺伝子では、コドンとアミノ酸の対応が異なっていることもある。例えば、一般にAGAはアルギニンのコドンだが、脊椎動物のミトコンドリアでは終止コドンとなっている。

## 真核生物の遺伝子発現
真核生物の遺伝子発現も基本的には、真正細菌と同じステップを経るが、いくつか異なる点がある。ただし、基本は同じなので、相違点を述べる程度にとどめる。

### 転写
- RNAポリメラーゼの種類が多い（I, II, IIIが存在し、遺伝子認識機構と転写遺伝子がそれぞれ異なる）。
- 転写開始にはTATAボックスというチミン、アデニンリッチな配列が使用される。
- 転写終結システムは不明で、遺伝子の2000塩基対下流まで転写が進行することもある。

### mRNAの修飾
- mRNAの両末端（5'、3'両方）が修飾を受ける。
  - 5'末端はキャップ構造が取られ、3'末端はポリアデニル化される（250個程度のアデニンをmRNA3'末端に伸長させる）
- イントロンをのぞくために、スプライシングを受ける。
- 珍しいケースとして、転写直後のmRNAとは全く別の配列になる『mRNAの編集』を受ける。

### 翻訳
- mRNAは核から運搬されて、細胞質のリボソームで翻訳される。
- リボソームは80Sである（60S+40S）。
- mRNAにシャイン・ダルガノ配列（リボソーム結合部位）を持たず、キャップ構造を40Sリボソームが認識する。
- フォルミルメチオニンを開始コドンに使用しない（普通のメチオニンを使用）。
- 翻訳開始にATPの加水分解が必要。
- 翻訳終結にGTPが必要。

### 遺伝子発現調節
真核生物の遺伝子発現調節機構は原核生物のそれより複雑で、遺伝子の上流に存在する様々な発現調節因子が関与している。例えば、メタロチオネインというタンパク質の遺伝子は一列の上流には9個の調節因子をコードする遺伝子が知られている。
TATAボックス、GCボックス、CAATボックス、エンハンサー、サイレンサー、オペレーター、リプレッサー、アクチベーター、MREなどに、個々の遺伝子に特有な調節因子の例も多く見られる。

## 古細菌での遺伝子発現
古細菌の遺伝子発現は、真核生物と真正細菌双方の特徴を併せ持っている。転写様式は真核生物のRNAポリメラーゼIIのものに良く似ているが、転写後のmRNAの修飾は起こらない。翻訳や遺伝子発現調節も中間的である。

## ヒストンのアセチル化と脱アセチル化
ヒストンでは、N末端のリシン残基がアセチル化、脱アセチル化され、これが遺伝子発現の制御に関わっている。ヒストンが多数アセチル化されている染色体領域は、遺伝子の転写が活発に行われており、ヒストンのアセチル化は遺伝子の発現を活性化させ、脱アセチル化は遺伝子の発現を抑制していると考えられている。

## 遺伝子発現の自己調節
遺伝子発現の調節はタンパク質を利用するが、タンパク質を利用せずに転写や翻訳を自己調節できるのがノンコーディングRNAであり、リボスイッチはこのようなmRNAに含まれている。